# Cantó de Monistròu de Lèir
El cantó de Monistròu de Lèir és un cantó francès del departament de l'Alt Loira, situat al districte de Sinjau. Té 4 municipis i el cap és Monistròu de Lèir.

## Municipis
- Beauzac
- La Chapelle-d'Aurec
- Monistròu de Lèir
- Saint-Maurice-de-Lignon

## Història
| Data d'elecció                           | Identitat       | Partit           | Qualitat |
| ---------------------------------------- | --------------- | ---------------- | -------- |
| 1962-1992                                | Jean Proriol    | RI, després UDF  |          |
| 1992-2011                                | Guy Granger     | RPR, després UMP |          |
| 2011-                                    | François Berger | NC               |          |
| les dades anteriors no són pas conegudes |                 |                  |          |
|                                          |                 |                  |          |